# Rivière Pierre-Paul
Rivière Pierre-Paul är ett vattendrag i Kanada.   Det ligger i provinsen Québec, i den sydöstra delen av landet, 290 km nordost om huvudstaden Ottawa.
I omgivningarna runt Rivière Pierre-Paul växer i huvudsak blandskog. Runt Rivière Pierre-Paul är det mycket glesbefolkat, med 7 invånare per kvadratkilometer.